# جورج ديمبسي
جورج ديمبسي (بالإنجليزية: George Dempsey)‏ هو دراج أسترالي، ولد في 11 أغسطس 1905 في Cootamundra ‏ في أستراليا، وتوفي في 1 أغسطس 1985 في شاطئ نيوبورت في الولايات المتحدة.

## وصلات خارجية
- جورج ديمبسي على موقع أرشيف الدراجات (الإنجليزية)
- جورج ديمبسي على موقع أوليمبيديا (الإنجليزية)
- جورج ديمبسي على موقع اللجنة الأولمبية الأسترالية (الإنجليزية)